# Stand Watie
Stand Watie o De Gata Ga (es manté ferm) (Rome, Geòrgia, 1806- Oklahoma, 1871) fou un dirigent cherokee. Fou educat per missioners, com el seu germà Elias Boudinot, i va col·laborar al Cherokee Phoenix. Fou un dels caps cherokees que signaren el tractat de New Echota el 1838 i marxà a Oklahoma, on el 1861 fou coronel de l'exèrcit confederat. El 1864 arribà a brigadier general, oposat a John Ross, i es destacà per destruir les propietats dels cherokees que donaren suport a la Unió. Fou un dels darrers oficials confederats en rendir-se el 23 de juny del 1865 dos mesos després de Lee, i el 1866 encapçalà la delegació cherokee que visità Washington. Els darrers anys es dedicà als negocis de conreu de tabac i col·laborà en el recull de mites i llegendes cherokees.